# Canadienne (tente)
Pour les articles homonymes, voir Canadienne.
Pour un article plus général, voir Tente.

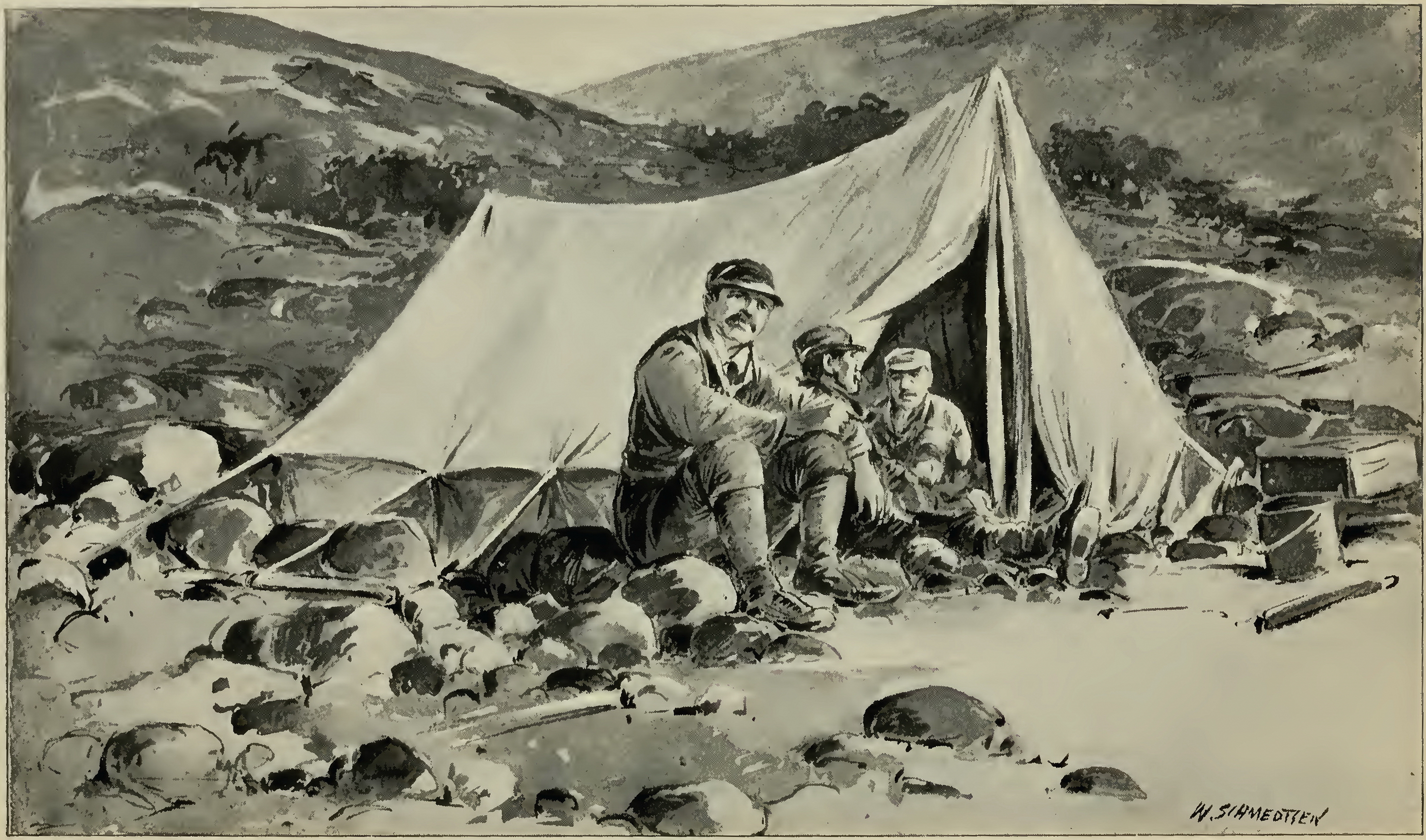
Représentation d'une tente canadienne.

Une tente canadienne, ou plus simplement canadienne, est un type de tente à ouverture triangulaire, en forme de toit à deux pentes. La tente canadienne ne comporte pas d'armature. Elle est dressée grâce à deux mats verticaux, souvent en aluminium pour plus de légèreté. Les versants du toit peuvent descendre jusqu'au sol ou il peut y avoir des murs verticaux sur une hauteur de 25 à 40 cm. Des tendeurs, avec des piquets fichés en terre, permettent de maintenir les mats et le bord inférieur des versants du toit.
La canadienne comporte souvent, du côté opposé à l'ouverture, une abside où l'on peut ranger les sacs et les autres équipements, ce qui permet de dégager la partie rectangulaire pour le couchage.
La taille des canadiennes est très variable, depuis les tentes légères pour deux campeurs itinérants jusqu'aux grandes tentes destinées à abriter des familles entières ou des groupes de manière durable, par exemple dans les camps de réfugiés.
Le nom de canadienne apparaît déjà en 1913 dans le Manuel pratique de camping des frères Henri et Charles Bonnamaux, ouvrage fondateur pour la pratique du camping en France, 